# David Barnea
David „Dedi“ Barnea (hebrejsky דוד דָדִי ברנע‎; 29. března 1965 Aškelon, Izrael) je současný ředitel Mosadu, který v červnu 2021 vystřídal Josiho Kohena.

## Raný život
Barnea se narodil v Aškelonu a vyrůstal v Rišon le-Cijonu. Jeho otec Josef Brunner uprchl s rodinou z nacistického Německa a ve třech letech emigroval do Izraele. Josef vystudoval ješivu politické strany Ha-Po'el ha-Mizrachi v Bnej Braku a v 16 letech vstoupil do Palmachu. Bojoval u třetího praporu v an-Nabi Juša a Safedu a poté sloužil jako podplukovník v Izraelském vojenském letectvu. Byl také manažerem ve společnosti Tadiran. Barneova matka se narodila na lodi SS Patria a později pracovala jako učitelka a ředitelka školy.
Barnea studoval na Vojenské internátní škole pro velitele v Tel Avivu a v roce 1983 vstoupil do Izraelských obranných sil. Vojenskou službu absolvoval u Sajeret Matkal, speciální jednotky Izraelských obranných sil. Později studoval ve Spojených státech, kde získal bakalářský titul na New York Institute of Technology a titul MBA na Pace University. Poté pracoval jako obchodní manažer v investiční bance v Izraeli.

## Kariéra
V roce 1996 vstoupil do Mosadu. Absolvoval kurz pro důstojníky a sloužil v divizi Comet, kde velel operačním jednotkám v Izraeli i v zahraničí. Dva a půl roku působil jako zástupce vedoucího divize Kešet. V roce 2013 byl jmenován šéfem divize Comet. V roce 2021 bylo rozhodnuto, že bude jmenován ředitelem Mosadu.
Po vypuknutí války s Hamásem v říjnu 2023 byl jmenován hlavním vyjednavačem izraelské delegace na různých jednáních o příměří a propuštění izraelských rukojmí. Barnea prosazoval propuštění rukojmí i za cenu konce války, což bylo v rozporu s preferencí premiéra Benjamina Netanjahua a jeho vlády, jejíž členové volali po totálním zničení Hamásu. Barnea takto vyjednával v Kataru i ve Spojených státech amerických, což byly zprostředkovatelé dohody. Barnea byl také u jednání z ledna 2025, která vedla k druhému příměří během konfliktu a propuštění desítek rukojmí. V únoru byl ale kvůli sporům s Netanjahuem odvolán a nahrazen členem vlády Ronem Dermerem. Obdobně byl z vyjednavačského týmu ze stejných důvodů odvolán i šéf služby Šin bet Ronen Bar.

## Osobní život
Barnea je ženatý a je otcem čtyř dětí. Jeho bratr je charedim.